# 분석법
분석법(分析法) 또는 어세이(영어: assay)는 대상 개체(분석물질)의 존재, 양 또는 기능적 활성을 정성적으로 평가하거나 정량적으로 측정하기 위한 의학, 약리학, 환경생물학, 분자생물학 실험실에서의 분석 방법이다. 분석물질은 생물체 또는 유기 샘플에서의 약물, 생화학 물질 또는 세포일 수 있다. 측정되는 대상은 분석물질(analyte), 측정물질(measurand), 분석대상이라고 한다. 분석법은 일반적으로 분석물질의 집약적인 특성을 측정하고 관련 측정 단위(예: 몰 농도, 밀도, 효소, 국제 단위의 기능적 활성, 표준과 비교한 효과의 정도 등)로 표현하는 것을 목표로 한다.
분석에 외인성 반응물(시약)이 포함되는 경우, 표적의 양과 품질이 유일한 제한 요소가 되도록 그 양은 고정(또는 초과)으로 유지된다. 분석 결과의 차이는 해당 대상의 알려지지 않은 품질 또는 수량을 추론하는 데 사용된다. 일부 분석(예: 생화학적 분석)은 화학적 분석 및 적정과 유사할 수 있다. 그러나 분석은 일반적으로 구성이나 행동, 또는 둘 모두에서 본질적으로 더 복잡한 생물학적 물질 또는 현상을 포함한다. 따라서 분석 결과를 읽는 것은 시끄럽고 정확한 화학적 적정보다 해석에 더 큰 어려움을 수반할 수 있다. 다른 한편으로, 구세대 정성적 분석, 특히 생물학적 분석은 훨씬 더 총체적이고 덜 정량적일 수 있다(예: 개체군 내 유기체 또는 세포의 사망 또는 기능 장애, 또는 동물 그룹의 일부 신체 부위의 일부 설명적 변화를 계산).
분석은 현대 의학, 환경, 제약 및 법의학 기술의 일상적인 부분이 되었다. 다른 기업에서도 산업, 도로변 또는 현장 수준에서 이들을 확인할 수 있다. 높은 상업적 수요에 대한 분석은 전문 산업의 연구 및 개발 부문에서 잘 조사되었다. 그들은 또한 여러 세대에 걸쳐 발전과 정교함을 거쳤다. 어떤 경우에는 발명에 부여된 특허와 같은 지적 재산권 규정에 의해 보호된다. 이러한 산업 규모의 분석은 시설이 잘 갖추어진 실험실에서 분석 주문부터 분석 전 시료 처리(시료 수집, 필요한 조작, 예를 들어 분리를 위한 회전, 필요한 경우 분주, 저장, 검색, 피펫팅, 흡인 등). 분석물은 일반적으로 고처리량 자동 분석기에서 테스트되며 결과가 확인되어 주문 서비스 제공업체 및 최종 사용자에게 자동으로 반환된다. 이는 최종 사용자, 중앙 서버, 물리적 자동 분석기 기기 및 기타 자동 장치가 있는 여러 컴퓨터 터미널과 인터페이스하는 고급 실험실 정보학 시스템의 사용을 통해 가능하게 된다.

## 일반 단계
분석은 사전 및 사후 분석 절차와 함께 수행되어야 하므로 결코 분리된 프로세스가 아니다. 통신 명령(분석 및 관련 정보 수행 요청)과 표본 자체의 처리(분석을 시작하기 전에 수행되는 수집, 문서화, 운송 및 처리)는 모두 사전 분석 단계이다. 마찬가지로 분석이 완료된 후 결과를 문서화하고 검증하고 전달해야 한다(분석 후 단계). 모든 다단계 정보 처리 및 전송 시스템과 마찬가지로 최종 결과 보고의 변동 및 오류에는 분석 자체에 고유한 것뿐만 아니라 분석 전 및 분석 후 절차에서 발생하는 오류도 포함된다.
분석 자체의 단계는 많은 관심을 받지만 일반적으로 가장 많은 오류를 누적하는 것은 사전 분석 및 분석 후 절차인 사용자 사슬의 관심을 덜 받는 단계이다. 예를 들어, 의료 실험실 분석의 사전 분석 단계는 모든 실험실 오류의 32-75%를 기여할 수 있다.
분석은 매우 다양할 수 있지만 일반적으로 다음과 같은 일반적인 단계를 포함한다.
1. 탐지 시스템에 식별 가능하거나 측정 가능한 형태로 대상을 선택적으로 제시하기 위한 시료 처리 및 조작. 이는 간단한 원심 분리 또는 세척 또는 여과 또는 일부 형태의 선택적 결합에 의한 포획을 포함하거나 표적을 수정하는 것을 포함할 수도 있다. 면역학적 분석에서 에피토프 검색 또는 표적을 조각으로 절단 질량 분석에서 사용된다. 일반적으로 분석 전에 수행되는 여러 개별 단계가 있으며 사전 분석 처리라고 한다. 그러나 일부 조작은 분석 자체의 불가분의 일부일 수 있으므로 사전 분석으로 간주되지 않는다.
2. 표적별 식별 원칙: 유사한 구성요소의 배경(소음)을 구별하고 생물학적 물질의 특정 특성을 통해 특정 표적 구성요소("분석물")를 구체적으로 식별한다. (예를 들어, PCR 분석에서 특정 올리고뉴클레오티드 프라이머는 표적에 고유한 특정 뉴클레오티드 서열을 기반으로 하는 염기쌍을 통해 표적을 식별한다).
3. 신호(또는 표적) 증폭 시스템: 해당 분석물의 존재 및 양은 일반적으로 일부 신호 증폭 방법을 포함하는 검출 가능한 신호로 변환되어 노이즈와 쉽게 구별되고 측정될 수 있다. DNA 염기서열의 혼합물 중 PCR 분석에서 특정 표적만이 DNA 중합효소에 의해 수백만 카피로 증폭되어 다른 잠재적 구성요소에 비해 더 두드러진 구성요소로 식별될 수 있다. 때로는 분석물의 농도가 너무 커서 분석에 샘플 희석 또는 음성 증폭인 일종의 신호 감소 시스템이 포함될 수 있다.
4. 신호 감지(및 해석) 시스템: 증폭된 신호를 정량적 또는 정성적 해석 가능한 출력으로 해독하는 시스템이다. 시각적 또는 수동 매우 조잡한 방법이거나 매우 정교한 전자 감지기일 수 있다.
5. 신호 향상 및 노이즈 필터링: 위의 단계 중 일부 또는 전체에서 수행할 수 있다. 분석 중 단계/프로세스의 다운스트림이 많을수록 이전 프로세스의 노이즈를 전달하고 증폭할 가능성이 높기 때문에 정교한 분석의 여러 단계에는 신호별 선명화/향상 배열 및 노이즈 감소의 다양한 수단이 포함될 수 있다. 필터링 장치. 이들은 단순히 좁은 대역 통과 광학 필터의 형태이거나, 비특이적 결합을 방지하는 결합 반응의 차단 시약 또는 배경 물체의 "자가형광"을 방지하는 형광 검출 시스템의 소광 시약의 형태일 수 있다.

## 분석 유형

### 측정 시간 및 횟수
분석이 단일 시점을 보는지 또는 여러 시점에서 취한 시간 측정 판독인지에 따라 분석은 다음과 같을 수 있다.
- 고정된 잠복기 후에 단일 측정이 수행되는 종말점 분석.

- 측정이 고정된 시간 간격에 걸쳐 여러 번 수행되는 운동 분석. 동역학 분석 결과는 수치적으로(예를 들어, 시간 경과에 따른 신호 변화율을 나타내는 기울기 매개변수로) 또는 그래픽으로(예를 들어, 각 시점에서 측정된 신호의 플롯으로) 시각화될 수 있다. 운동 분석의 경우 시간 경과에 따른 측정된 반응의 크기와 모양 모두 중요한 정보를 제공한다.

- 고처리량 분석은 일반적으로 96, 384 또는 1536웰 마이크로플레이트 형식(고처리량 스크리닝)의 자동화 플랫폼에서 수행되는 종점 또는 운동 분석일 수 있다. 이러한 분석은 많은 수의 화합물 또는 분석물을 테스트하거나 테스트 중인 자극 및 화합물에 대한 반응으로 기능적 생물학적 판독을 할 수 있다.

### 검출된 분석물 수
일반적인 분석은 다중화라고 하지 않는 한 일반적으로 기본값인 단순 또는 단일 표적 분석이다.
다중 분석(Multiplex assays)은 단일 테스트에서 여러 분석 물질의 존재, 농도, 활성 또는 품질을 동시에 측정하는 데 사용된다. 다중 분석의 출현으로 면역학, 세포화학, 유전학/유전체학, 약동학 및 독성학을 포함한 많은 분야에서 빠르고 효율적인 샘플 테스트가 가능해졌다.

### 결과 유형
정성적 분석, 즉 일반적으로 합격 또는 불합격, 또는 양성 또는 음성 또는 정확한 양보다는 약간의 정성적 변화를 제공하는 분석이다.
- 반정량적 분석, 즉 물질의 양에 대한 정확한 수치보다는 대략적인 방식으로 판독값을 제공하는 분석. 일반적으로 긍정적이거나 부정적인 두 가지 결과보다 몇 가지 더 많은 계조가 있다. 그룹화 시약(혈액형 항원에 대한 항체)에 대한 RBC 응집을 기반으로 하는 혈액 그룹화 검사에 사용되는 1+에서 4+의 척도로 점수를 매긴다.

- 정량적 분석, 즉 샘플에 있는 물질의 양에 대한 정확하고 정확한 수치적 정량적 측정을 제공하는 분석이다. 예시는 흔한 유전성 출혈 질환인 폰 빌레브란트병에 대한 응고 검사 실험실에서 찾아볼 수 있다. 이러한 분석의 예는 혈액 샘플에 존재하는 VWF의 양이 면역 분석에 의해 측정되는 VWF 항원 분석이다.

- 기능적 분석, 즉 활성 물질의 양보다는 활성 물질의 기능을 정량화하려는 분석이다. VWF 항원 분석의 기능적 대응물은 외인성 포르말린 고정 혈소판을 추가하고 고정 혈소판의 응집을 측정하면서 리스토세틴이라는 약물의 양을 점진적으로 증가시켜 환자 혈장에 존재하는 VWF의 기능적 활성을 측정하는 리스토세틴 보조인자 분석이다. 유사한 분석법이지만 다른 목적으로 사용되는 리스토세틴 유도 혈소판 응집 또는 RIPA라고 하며, 이는 리스토세틴(외인성) 및 VWF(일반적으로 내인성)에 대한 반응으로 환자의 내인성 살아있는 혈소판의 반응을 테스트한다.

### 샘플 유형 및 방법
- 생물학적 분석(Bioassay): 반응이 살아있는 물체의 생물학적 활동인 경우 예는 다음과 같다.
  - 생체 내, 전체 유기체(예: 쥐 또는 약물이 주사된 기타 대상)
  - 생체 외 신체 부위(예: 개구리 다리)
  - 생체 외 기관(예: 개 심장)
  - 기관의 생체 외 부분(예: 장의 한 부분).
  - 조직(예: 리물루스 용해물(limulus lysate))
  - 세포(예: 혈소판)
- 리간드(보통 작은 분자)가 수용체(보통 큰 단백질)에 결합할 때 리간드 결합 분석.
- 반응이 항원 항체 결합형 반응인 경우 면역검정.

### 신호 증폭
- 효소 분석: 효소는 기질의 손실 또는 제품 제조가 특정 파장 또는 빛 또는 전기화학발광 또는 전기/산화환원과 같은 측정 가능한 속성을 가질 수 있는 색상 또는 흡광도를 가질 수 있는 경우 다수의 기질에서 고도로 반복되는 활성으로 테스트할 수 있다.

- 증폭을 사용할 수 있는 빛 감지 시스템. 광다이오드 또는 광전자 증배관 또는 냉각 전하 결합 장치에 의해 측정한다.

- 방사성 면역 분석 및 평형 투석 분석에 사용되는 방사성 동위원소 표지된 기질로 감마 계수기, X선 플레이트 또는 인광 영상기에서 증폭하여 검출할 수 있다.

- 신호가 아닌 DNA(또는 RNA) 표적을 증폭하는 중합효소 연쇄 반응 분석.

- 조합 방법. 분석은 감도를 개선하기 위해 위의 방법과 다른 증폭 방법의 조합을 사용할 수 있다. 예를 들어 효소 결합 면역 분석 또는 EIA, 효소 결합 면역 흡착 분석 등이 있다.

### 탐지 방법 및 기술
- 콜로니 형성 또는 가상 콜로니 수: 예. 박테리아를 증식시키거나 세포를 증식시켜 그 개수를 세거나 크기 등으로 측정한다.

- 측광 / 분광 광도법 액체 시험 시료의 큐벳을 통해 고정된 경로 길이의 빛을 통과하면서 특정 파장의 빛의 흡광도를 측정하고 그 흡광도를 블랭크 및 표준물질과 비교하여 목표 화합물의 등급을 매기는 것이다. 방출된 빛이 특정 가시광선 파장인 경우 이를 비색법이라고 하거나 특정 파장의 빛을 포함할 수 있다. 레이저를 사용하여 매우 특정한 파장의 광학 필터를 통해 감지되는 다른 특정 파장의 형광 신호를 방출한다.  빛의 투과율을 측정하는 데 사용할 수 있다. 혈소판 응집 반응 동안 덩어리 수 감소로 인해 부유 입자에 의해 생성된 액체의 불투명도 제거된다.

- 액체 샘플을 통과하는 직선 투과광의 불투명도가 광원을 가로질러 직선으로 배치된 검출기로 측정되는 탁도 측정법.

- 빛의 광선이 용액을 통과할 때 발생하는 광산란의 양을 측정하여 시료에 있는 입자의 크기 및 농도 및 크기 분포를 결정하는 네펠로메트리(Nephelometry) 기법.[6]

- 반사 측정법 (일반적으로 건조한) 샘플 또는 반응물에서 반사된 빛의 색상을 평가할 때 예를 들어 스트립 소변 계량봉 분석의 자동 판독.

- 계수 분석: 예. 광학 Flow cytometric 셀 또는 입자 계수기 또는 coulter/임피던스 원리 기반 세포 계수기.

- 수동 또는 소프트웨어에 의한 이미지 분석을 포함하는 사진 분석:
  - 세포계측법: 세포의 크기 통계가 이미지 프로세서에 의해 평가될 때.

- 전기 감지 예. 전류 측정법, 전압 전류법, 전기량 측정법과 관련된 많은 유형의 정량적 측정에 직접 또는 간접적으로 사용될 수 있다.

- 다른 물리적 특성 기반 분석은 이하 내용 등이 있다.
  - 삼투압계
  - 점탄성 측정 예. 점도계, 탄성조영술(예: 혈전탄성조영술)
  - 이온 선택 전극
  - 증후군 검사

## 신뢰도
여러 분석이 동일한 목표를 측정할 때 분석의 특성과 방법론, 신뢰성 등에 따라 결과와 유용성이 비교될 수도 있고 그렇지 않을 수도 있다. 이러한 비교는 분석의 일반적인 품질 속성 연구를 통해 신뢰도를 증명받는다.
측정 원리(식별, 증폭 및 검출 포함), 검출의 동적 범위(일반적으로 표준 곡선의 선형성 범위), 분석 감도, 기능적 감도, 분석 특이성, 양성, 음성 예측 값, 전환 시간 즉 소요 시간 사전 분석 단계에서 마지막 사후 분석 단계(보고서 발송/전송)가 끝날 때까지 전체 과정을 완료해야 한다.
처리량, 즉 단위 시간당 수행된 분석 수(일반적으로 시간당으로 표시) 등 전문가를 위한 분석을 수행하는 조직 또는 실험실 목적 예 의학적 진단 및 예후, 환경 분석, 법의학 절차, 제약 연구 및 개발은 방법 검증, 정기적인 교정, 분석적 품질 관리, 숙련도 테스트, 테스트 인증, 테스트 허가를 포함하여 잘 규제된 품질 보증 절차를 거쳐야 하며 관련 규정의 적절한 인증을 문서화해야 한다. 
그렇게 만들어진 문서는 분석의 신뢰성을 확립하기 위해, 특히 분석 결과의 품질에 대해 법적으로 허용되고, 책임을 유지하고, 또한 고객이 분석을 상업적으로/전문적으로 사용하도록 설득하기 위해서 사용된다. 

## 같이 보기
- 분석화학
- MELISA
- 의약화학
- 적정